# Церква Воскресіння Христового (Біла)
Церква Воскресіння Христового в Білій — втрачений дерев'яний греко-католицький храм у селі Біла Чортківської громади Чортківського району Тернопільської области.

## Історія церкви
До 1809 року парафія належала до Львівської архиєпархії. У 1809—1815 роках Тернопільщина перебувала під російською юрисдикцією і парафія належала до Луцької єпархії. 6 серпня 1815 року, її повернули до Львова. У 1885 році церква перейшла до новоствореної Станиславівської єпархії.
Мурована церква Різдва Пресвятої Богородиці була збудована і освячена в 1903 році, замінивши в 1906 році стару дерев'яну церкву Воскресіння Христового, збудовану в 1751 році. Мурований парафіяльний будинок збудований в 1858 році.
Кількість парафіян: 1886 — 2.860, 1896 — 3.392, 1906 — 3.672, 1914 — 3.930, 1927 — 4.000, 1938 — 4.100.

## Парохи
- о. Созонт Михалевич (1831—1838, адміністратор; 1838—1854+, парох)[2],
- о. Василь Свидзинський (1844—1849+, сотрудник)[2],
- о. Микола Переволоцький (1851—1852, сотрудник)[2],
- о. Микола Волянський (1852—1855, сотрудник)[2],
- о. Андрій Волянський (1854—1856, адміністратор; 1856—1898, парох)[1],
- о. Іван Здерковський (1855—1863, сотрудник)[2],
- о. Віктор Чомкевич (1863—1867, сотрудник)[2],
- о. Ізидор Лукашевич (1867—1869, сотрудник)[2],
- о. Кирило Лукашевич (1869—1872, сотрудник)[2],
- о. Кипріян Білинкевич (1872—1877, сотрудник)[2],
- о. Вікентій Кузик (1877—1886, сотрудник)[1],
- о. Іван Томкевич (1886—1891, сотрудник)[1],
- о. Владислав Білинський (1891—1892, сотрудник)[1],
- о. Теофіл Соневицький (1892—1895, сотрудник)[1],
- о. Іван Марак (1895—1898, сотрудник; 1898—1899+, адміністратор)[1],
- о. Петро Саврий (1899, 1900—1902, сотрудник)[1],
- о. Петро Саврий (1899—1900, адміністратор)[1],
- о. Михайло Медвецький (1900—1925+, парох)[1],
- о. Іван Пісецький (1902—1906, сотрудник)[1],
- о. Михайло Андріїшин (1906—1910, сотрудник)[1],
- о. Михайло Фіголь (1911—[1914], сотрудник)[1],
- о. Антін Барицький (1925—1927, адміністратор)[1],
- о. Василь Мельник (1925—1928, сотрудник)[1],
- о. Степан Чеховський (1927—[1944])[1],
- о. Нестор Погорецький (1928—[1933], сотрудник)[1].